# Peter Foyse

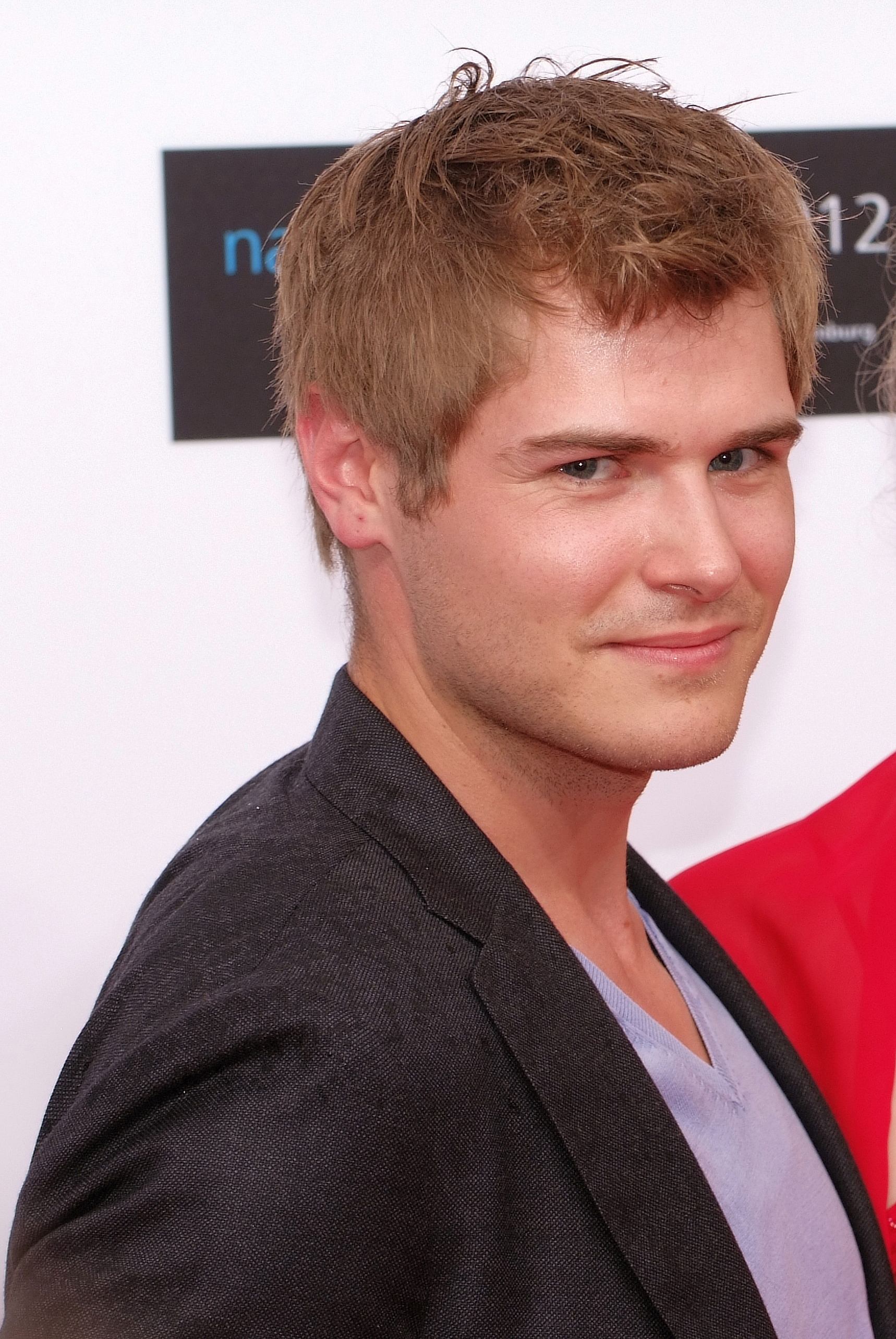
Peter Foyse auf dem roten Teppich zum Studio Hamburg Nachwuchspreis 2012

Peter Foyse (* 17. Mai 1985 in München) ist ein deutscher Schauspieler und Synchronsprecher.

## Karriere
Bekannt wurde Peter Foyse durch seine Rolle des Marcel Henry in der Serie Hanna – Folge deinem Herzen. Ab November 2011 drehte er für die Telenovela Rote Rosen, in der er Lars Winter spielte. Zu sehen war er von Folge 1186 (18. Januar 2012) bis Folge 1440 (19. Februar 2013). Im Jahr 2013 war er in der Webserie Jojo sucht das Glück in der Rolle des Intriganten Philipp in der Funktion des Antagonisten der 2. Staffel zu sehen.

## Filmografie (Auswahl)
- 2009: Viktor´s Secret (Kurzfilm)
- 2009: Finding (Kurzfilm)
- 2010: Das Fenster (Kurzfilm)
- 2010:	Romeos (Kinospielfilm)
- 2010: Hanna – Folge deinem Herzen (TV)
- 2012–2013: Jojo sucht das Glück (Folge 34–64, Webserie)
- 2012–2013: Rote Rosen (TV)
- 2015: Prinzessin Maleen (Fernsehfilm)
- 2015: Handwerker und andere Katastrophen (Fernsehfilm)
- 2015: SOKO München (TV)
- 2015: Starnberg, Digga! (Pilot)
- 2016–2017: Unter uns (TV)
- 2017: Beck is back! (TV)

## Theater
- 2007: Moral (Pasinger Fabrik, München)
- 2007: Verlorene Liebesmüh (ISSA Bühne, München)
- 2008: Endlich Allein (Komödie im Bayerischen Hof/Münchener Tournee)
- 2009–2010: Auf dem Campingplatz (Onatti Theatre Productions Ltd)
- 2010: Der eingebildete Kranke (Ekhof Festival, Gotha)
- 2011: Müritz Saga 2011 „Wolf von Warentin“ (Freiluftspiele Waren/Müritz)
- 2014: La Mandragola (Extempore Theater)